# Alessandro Momo

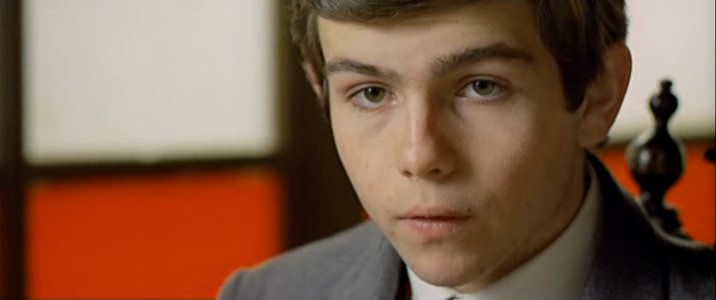
Alessandro Momo (1973)

Alessandro Momo (* 26. November 1956 in Rom; † 19. November 1974, ebenda) war ein italienischer Schauspieler.

## Leben und Karriere
Alessandro Momo war schon im frühen Jugendalter als Schauspieler, unter anderem für Fotoromane, tätig. Bekannt machte ihn die Filmkomödie Malizia von Salvatore Samperi, in dem er als 14-jähriger Junge aus reichem Hause dem Dienstmädchen nachstellt, das sein Vater heiraten will. Das Dienstmädchen spielte Laura Antonelli, ein italienisches Sexsymbol der 1970er-Jahre. Antonelli und Momo spielten nochmals 1974 in Der Filou unter Samperis Regie zusammen, wo Antonelli seinen älteren Bruder heiraten will, dabei aber erneut in erotische Verwicklungen mit Momos Figur geriet. Ein weiterer Erfolg für ihn in einem anderen Genre war der Polizeifilm Auf verlorenem Posten, in dem er den Sohn eines Kommissars spielte. In seinem letzten Film Der Duft der Frauen von Dino Risi durfte er die zweite Hauptrolle eines jungen Soldaten verkörpern, der Vittorio Gassmans Figur eines erblindeten Offiziers für eine Woche begleitet.
Momo galt nach Malizia als eines der größten Talente des italienischen Films und trotz einer überschaubaren Anzahl von Filmen fast schon als Star. Eine Woche vor seinem 18. Geburtstag, kurz nach Ende der Dreharbeiten zu Der Duft der Frauen, starb Momo, nachdem er auf einem Honda-Motorrad CB 750 Four fuhr und mit einem Taxi kollidierte. Gegen die befreundete Schauspielerin Eleonora Giorgi, die ihm trotz seiner Minderjährigkeit ihr Motorrad ausgeliehen hatte, wurde polizeilich ermittelt. Momo liegt neben seinem 2000 verstorbenen Vater auf dem Campo Verano bestattet.

## Filmografie
- 1969: La scoperta
- 1970: Il divorzio
- 1970: Spezialkommando Wildgänse (Appuntamento col disonore)
- 1973: Malizia
- 1973: Auf verlorenem Posten (La polizia è al servizio del cittadino?)
- 1973: Il vero coraggio (Fernseh-Miniserie)
- 1974: Der Filou (Peccato veniale)
- 1974: Der Duft der Frauen (Profumo di donna)